# Bitwa nad rzeką Helgeå
Bitwa nad rzeką Helgeå – bitwa morska stoczona około 1026 roku pomiędzy wojskami anglosasko-duńskimi oraz norwesko-szwedzkimi. Do bitwy doszło w rejonie ujścia rzeki Helgeå (nazywanej w Kronice anglosaskiej Świętą Rzeką) w południowej Szwecji.
Stojący na czele armii duńsko-anglosaskiej Kanut Wielki rościł sobie prawa do tronu norweskiego zajmowanego przez Olafa II Haraldssona (zwanego Grubym, a później Świętym). W tej sytuacji Olaf zawiązał sojusz ze szwedzkim władcą Anundem Jakubem, po czym przypuścił atak na duńskie wyspy. 
Do rozstrzygającego starcia doszło nad rzeką Helgeå. Przebieg bitwy nie jest jednak dokładnie znany. Kronika anglosaska wspomina o klęsce Kanuta, a współczesne sagi temu nie zaprzeczają. Istnieje jednak list Kanuta z roku 1027, w którym tytułuje się on królem całej Anglii, Danii, Norwegii i części Szwecji. To mogłoby dowodzić zwycięstwa Kanuta. Trudno też jednoznacznie ocenić, jaką rolę w bitwie odegrali Szwedzi. Wiadomo, że zwycięzca nie zyskał dzięki tej bitwie większego prestiżu. Arystokracja norweska nie stała już wiernie za Olafem, a Szwecja podzieliła się na zwolenników i przeciwników Kanuta.  